# 축복

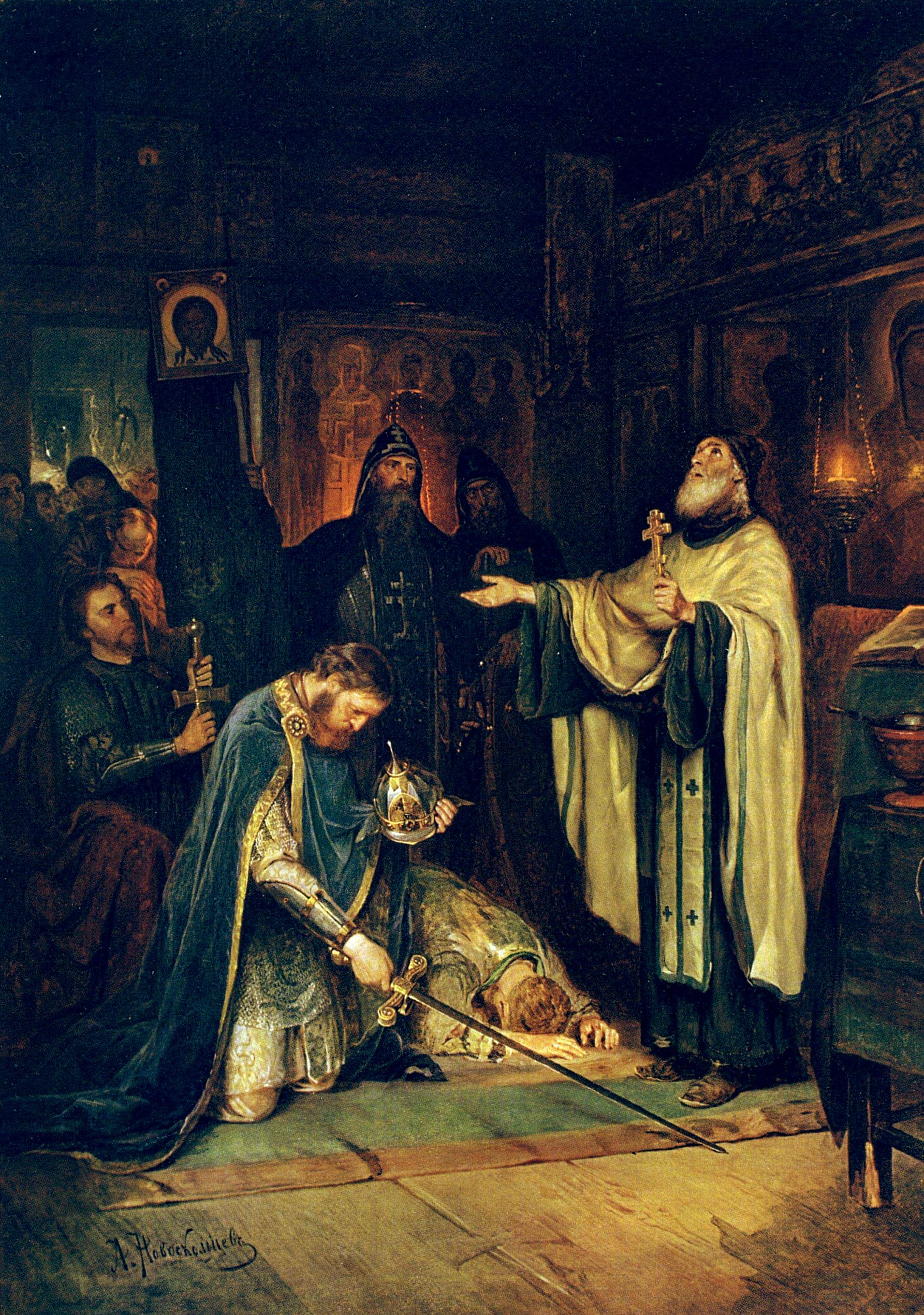
1919년 회화: 드미트리 이바노비치 축복(Blessing Dmitry Ivanovich)

종교에서 축복(祝福) 또는 블레싱(영어: Blessing)은 신성, 영적 용서, 신의로 무언가를 주입하는 것을 말한다.

## 같이 보기
- 축복기도